# Marjan Kovačević
Marjan Kovačević (8 aprile 1957) è un compositore di scacchi serbo.
Nel 1988 ha ottenuto dalla PCCC il titolo di Grande Maestro della soluzione, e nel 2007 il titolo di Grande Maestro della composizione. 
Ha partecipato, nella sezione due mosse, a tutti i tre Campionati del mondo di composizione finora disputati; nel 1º campionato 1998-2000 ha ottenuto il secondo posto, nel 2º campionato 2001-2003 il primo posto e nel 3º campionato 2004-2006 ancora il secondo posto.
Dal 1989 è Giudice internazionale per la composizione di problemi in due mosse.
Kovačević ha scritto diversi articoli sulla composizione di scacchi, pubblicati su varie riviste.  Assieme a Milan Velimirović ha scritto il libro 2345 Chess problems – Anthology of Chess Combinations, Chess Informant, Belgrado 1997.
|   | a | b | c | d | e | f | g | h |   |
| 8 | a8 alfiere del nero · a7 alfiere del bianco · b7 alfiere del bianco · e6 pedone del nero · a5 re del bianco · c5 cavallo del bianco · h5 donna del nero · a4 donna del bianco · b4 cavallo del bianco · d4 re del nero · a2 pedone del bianco · d2 alfiere del nero · e2 torre del bianco · f2 cavallo del nero · c1 torre del bianco | a8 alfiere del nero · a7 alfiere del bianco · b7 alfiere del bianco · e6 pedone del nero · a5 re del bianco · c5 cavallo del bianco · h5 donna del nero · a4 donna del bianco · b4 cavallo del bianco · d4 re del nero · a2 pedone del bianco · d2 alfiere del nero · e2 torre del bianco · f2 cavallo del nero · c1 torre del bianco | a8 alfiere del nero · a7 alfiere del bianco · b7 alfiere del bianco · e6 pedone del nero · a5 re del bianco · c5 cavallo del bianco · h5 donna del nero · a4 donna del bianco · b4 cavallo del bianco · d4 re del nero · a2 pedone del bianco · d2 alfiere del nero · e2 torre del bianco · f2 cavallo del nero · c1 torre del bianco | a8 alfiere del nero · a7 alfiere del bianco · b7 alfiere del bianco · e6 pedone del nero · a5 re del bianco · c5 cavallo del bianco · h5 donna del nero · a4 donna del bianco · b4 cavallo del bianco · d4 re del nero · a2 pedone del bianco · d2 alfiere del nero · e2 torre del bianco · f2 cavallo del nero · c1 torre del bianco | a8 alfiere del nero · a7 alfiere del bianco · b7 alfiere del bianco · e6 pedone del nero · a5 re del bianco · c5 cavallo del bianco · h5 donna del nero · a4 donna del bianco · b4 cavallo del bianco · d4 re del nero · a2 pedone del bianco · d2 alfiere del nero · e2 torre del bianco · f2 cavallo del nero · c1 torre del bianco | a8 alfiere del nero · a7 alfiere del bianco · b7 alfiere del bianco · e6 pedone del nero · a5 re del bianco · c5 cavallo del bianco · h5 donna del nero · a4 donna del bianco · b4 cavallo del bianco · d4 re del nero · a2 pedone del bianco · d2 alfiere del nero · e2 torre del bianco · f2 cavallo del nero · c1 torre del bianco | a8 alfiere del nero · a7 alfiere del bianco · b7 alfiere del bianco · e6 pedone del nero · a5 re del bianco · c5 cavallo del bianco · h5 donna del nero · a4 donna del bianco · b4 cavallo del bianco · d4 re del nero · a2 pedone del bianco · d2 alfiere del nero · e2 torre del bianco · f2 cavallo del nero · c1 torre del bianco | a8 alfiere del nero · a7 alfiere del bianco · b7 alfiere del bianco · e6 pedone del nero · a5 re del bianco · c5 cavallo del bianco · h5 donna del nero · a4 donna del bianco · b4 cavallo del bianco · d4 re del nero · a2 pedone del bianco · d2 alfiere del nero · e2 torre del bianco · f2 cavallo del nero · c1 torre del bianco | 8 |
| 7 | a8 alfiere del nero · a7 alfiere del bianco · b7 alfiere del bianco · e6 pedone del nero · a5 re del bianco · c5 cavallo del bianco · h5 donna del nero · a4 donna del bianco · b4 cavallo del bianco · d4 re del nero · a2 pedone del bianco · d2 alfiere del nero · e2 torre del bianco · f2 cavallo del nero · c1 torre del bianco | a8 alfiere del nero · a7 alfiere del bianco · b7 alfiere del bianco · e6 pedone del nero · a5 re del bianco · c5 cavallo del bianco · h5 donna del nero · a4 donna del bianco · b4 cavallo del bianco · d4 re del nero · a2 pedone del bianco · d2 alfiere del nero · e2 torre del bianco · f2 cavallo del nero · c1 torre del bianco | a8 alfiere del nero · a7 alfiere del bianco · b7 alfiere del bianco · e6 pedone del nero · a5 re del bianco · c5 cavallo del bianco · h5 donna del nero · a4 donna del bianco · b4 cavallo del bianco · d4 re del nero · a2 pedone del bianco · d2 alfiere del nero · e2 torre del bianco · f2 cavallo del nero · c1 torre del bianco | a8 alfiere del nero · a7 alfiere del bianco · b7 alfiere del bianco · e6 pedone del nero · a5 re del bianco · c5 cavallo del bianco · h5 donna del nero · a4 donna del bianco · b4 cavallo del bianco · d4 re del nero · a2 pedone del bianco · d2 alfiere del nero · e2 torre del bianco · f2 cavallo del nero · c1 torre del bianco | a8 alfiere del nero · a7 alfiere del bianco · b7 alfiere del bianco · e6 pedone del nero · a5 re del bianco · c5 cavallo del bianco · h5 donna del nero · a4 donna del bianco · b4 cavallo del bianco · d4 re del nero · a2 pedone del bianco · d2 alfiere del nero · e2 torre del bianco · f2 cavallo del nero · c1 torre del bianco | a8 alfiere del nero · a7 alfiere del bianco · b7 alfiere del bianco · e6 pedone del nero · a5 re del bianco · c5 cavallo del bianco · h5 donna del nero · a4 donna del bianco · b4 cavallo del bianco · d4 re del nero · a2 pedone del bianco · d2 alfiere del nero · e2 torre del bianco · f2 cavallo del nero · c1 torre del bianco | a8 alfiere del nero · a7 alfiere del bianco · b7 alfiere del bianco · e6 pedone del nero · a5 re del bianco · c5 cavallo del bianco · h5 donna del nero · a4 donna del bianco · b4 cavallo del bianco · d4 re del nero · a2 pedone del bianco · d2 alfiere del nero · e2 torre del bianco · f2 cavallo del nero · c1 torre del bianco | a8 alfiere del nero · a7 alfiere del bianco · b7 alfiere del bianco · e6 pedone del nero · a5 re del bianco · c5 cavallo del bianco · h5 donna del nero · a4 donna del bianco · b4 cavallo del bianco · d4 re del nero · a2 pedone del bianco · d2 alfiere del nero · e2 torre del bianco · f2 cavallo del nero · c1 torre del bianco | 7 |
| 6 | a8 alfiere del nero · a7 alfiere del bianco · b7 alfiere del bianco · e6 pedone del nero · a5 re del bianco · c5 cavallo del bianco · h5 donna del nero · a4 donna del bianco · b4 cavallo del bianco · d4 re del nero · a2 pedone del bianco · d2 alfiere del nero · e2 torre del bianco · f2 cavallo del nero · c1 torre del bianco | a8 alfiere del nero · a7 alfiere del bianco · b7 alfiere del bianco · e6 pedone del nero · a5 re del bianco · c5 cavallo del bianco · h5 donna del nero · a4 donna del bianco · b4 cavallo del bianco · d4 re del nero · a2 pedone del bianco · d2 alfiere del nero · e2 torre del bianco · f2 cavallo del nero · c1 torre del bianco | a8 alfiere del nero · a7 alfiere del bianco · b7 alfiere del bianco · e6 pedone del nero · a5 re del bianco · c5 cavallo del bianco · h5 donna del nero · a4 donna del bianco · b4 cavallo del bianco · d4 re del nero · a2 pedone del bianco · d2 alfiere del nero · e2 torre del bianco · f2 cavallo del nero · c1 torre del bianco | a8 alfiere del nero · a7 alfiere del bianco · b7 alfiere del bianco · e6 pedone del nero · a5 re del bianco · c5 cavallo del bianco · h5 donna del nero · a4 donna del bianco · b4 cavallo del bianco · d4 re del nero · a2 pedone del bianco · d2 alfiere del nero · e2 torre del bianco · f2 cavallo del nero · c1 torre del bianco | a8 alfiere del nero · a7 alfiere del bianco · b7 alfiere del bianco · e6 pedone del nero · a5 re del bianco · c5 cavallo del bianco · h5 donna del nero · a4 donna del bianco · b4 cavallo del bianco · d4 re del nero · a2 pedone del bianco · d2 alfiere del nero · e2 torre del bianco · f2 cavallo del nero · c1 torre del bianco | a8 alfiere del nero · a7 alfiere del bianco · b7 alfiere del bianco · e6 pedone del nero · a5 re del bianco · c5 cavallo del bianco · h5 donna del nero · a4 donna del bianco · b4 cavallo del bianco · d4 re del nero · a2 pedone del bianco · d2 alfiere del nero · e2 torre del bianco · f2 cavallo del nero · c1 torre del bianco | a8 alfiere del nero · a7 alfiere del bianco · b7 alfiere del bianco · e6 pedone del nero · a5 re del bianco · c5 cavallo del bianco · h5 donna del nero · a4 donna del bianco · b4 cavallo del bianco · d4 re del nero · a2 pedone del bianco · d2 alfiere del nero · e2 torre del bianco · f2 cavallo del nero · c1 torre del bianco | a8 alfiere del nero · a7 alfiere del bianco · b7 alfiere del bianco · e6 pedone del nero · a5 re del bianco · c5 cavallo del bianco · h5 donna del nero · a4 donna del bianco · b4 cavallo del bianco · d4 re del nero · a2 pedone del bianco · d2 alfiere del nero · e2 torre del bianco · f2 cavallo del nero · c1 torre del bianco | 6 |
| 5 | a8 alfiere del nero · a7 alfiere del bianco · b7 alfiere del bianco · e6 pedone del nero · a5 re del bianco · c5 cavallo del bianco · h5 donna del nero · a4 donna del bianco · b4 cavallo del bianco · d4 re del nero · a2 pedone del bianco · d2 alfiere del nero · e2 torre del bianco · f2 cavallo del nero · c1 torre del bianco | a8 alfiere del nero · a7 alfiere del bianco · b7 alfiere del bianco · e6 pedone del nero · a5 re del bianco · c5 cavallo del bianco · h5 donna del nero · a4 donna del bianco · b4 cavallo del bianco · d4 re del nero · a2 pedone del bianco · d2 alfiere del nero · e2 torre del bianco · f2 cavallo del nero · c1 torre del bianco | a8 alfiere del nero · a7 alfiere del bianco · b7 alfiere del bianco · e6 pedone del nero · a5 re del bianco · c5 cavallo del bianco · h5 donna del nero · a4 donna del bianco · b4 cavallo del bianco · d4 re del nero · a2 pedone del bianco · d2 alfiere del nero · e2 torre del bianco · f2 cavallo del nero · c1 torre del bianco | a8 alfiere del nero · a7 alfiere del bianco · b7 alfiere del bianco · e6 pedone del nero · a5 re del bianco · c5 cavallo del bianco · h5 donna del nero · a4 donna del bianco · b4 cavallo del bianco · d4 re del nero · a2 pedone del bianco · d2 alfiere del nero · e2 torre del bianco · f2 cavallo del nero · c1 torre del bianco | a8 alfiere del nero · a7 alfiere del bianco · b7 alfiere del bianco · e6 pedone del nero · a5 re del bianco · c5 cavallo del bianco · h5 donna del nero · a4 donna del bianco · b4 cavallo del bianco · d4 re del nero · a2 pedone del bianco · d2 alfiere del nero · e2 torre del bianco · f2 cavallo del nero · c1 torre del bianco | a8 alfiere del nero · a7 alfiere del bianco · b7 alfiere del bianco · e6 pedone del nero · a5 re del bianco · c5 cavallo del bianco · h5 donna del nero · a4 donna del bianco · b4 cavallo del bianco · d4 re del nero · a2 pedone del bianco · d2 alfiere del nero · e2 torre del bianco · f2 cavallo del nero · c1 torre del bianco | a8 alfiere del nero · a7 alfiere del bianco · b7 alfiere del bianco · e6 pedone del nero · a5 re del bianco · c5 cavallo del bianco · h5 donna del nero · a4 donna del bianco · b4 cavallo del bianco · d4 re del nero · a2 pedone del bianco · d2 alfiere del nero · e2 torre del bianco · f2 cavallo del nero · c1 torre del bianco | a8 alfiere del nero · a7 alfiere del bianco · b7 alfiere del bianco · e6 pedone del nero · a5 re del bianco · c5 cavallo del bianco · h5 donna del nero · a4 donna del bianco · b4 cavallo del bianco · d4 re del nero · a2 pedone del bianco · d2 alfiere del nero · e2 torre del bianco · f2 cavallo del nero · c1 torre del bianco | 5 |
| 4 | a8 alfiere del nero · a7 alfiere del bianco · b7 alfiere del bianco · e6 pedone del nero · a5 re del bianco · c5 cavallo del bianco · h5 donna del nero · a4 donna del bianco · b4 cavallo del bianco · d4 re del nero · a2 pedone del bianco · d2 alfiere del nero · e2 torre del bianco · f2 cavallo del nero · c1 torre del bianco | a8 alfiere del nero · a7 alfiere del bianco · b7 alfiere del bianco · e6 pedone del nero · a5 re del bianco · c5 cavallo del bianco · h5 donna del nero · a4 donna del bianco · b4 cavallo del bianco · d4 re del nero · a2 pedone del bianco · d2 alfiere del nero · e2 torre del bianco · f2 cavallo del nero · c1 torre del bianco | a8 alfiere del nero · a7 alfiere del bianco · b7 alfiere del bianco · e6 pedone del nero · a5 re del bianco · c5 cavallo del bianco · h5 donna del nero · a4 donna del bianco · b4 cavallo del bianco · d4 re del nero · a2 pedone del bianco · d2 alfiere del nero · e2 torre del bianco · f2 cavallo del nero · c1 torre del bianco | a8 alfiere del nero · a7 alfiere del bianco · b7 alfiere del bianco · e6 pedone del nero · a5 re del bianco · c5 cavallo del bianco · h5 donna del nero · a4 donna del bianco · b4 cavallo del bianco · d4 re del nero · a2 pedone del bianco · d2 alfiere del nero · e2 torre del bianco · f2 cavallo del nero · c1 torre del bianco | a8 alfiere del nero · a7 alfiere del bianco · b7 alfiere del bianco · e6 pedone del nero · a5 re del bianco · c5 cavallo del bianco · h5 donna del nero · a4 donna del bianco · b4 cavallo del bianco · d4 re del nero · a2 pedone del bianco · d2 alfiere del nero · e2 torre del bianco · f2 cavallo del nero · c1 torre del bianco | a8 alfiere del nero · a7 alfiere del bianco · b7 alfiere del bianco · e6 pedone del nero · a5 re del bianco · c5 cavallo del bianco · h5 donna del nero · a4 donna del bianco · b4 cavallo del bianco · d4 re del nero · a2 pedone del bianco · d2 alfiere del nero · e2 torre del bianco · f2 cavallo del nero · c1 torre del bianco | a8 alfiere del nero · a7 alfiere del bianco · b7 alfiere del bianco · e6 pedone del nero · a5 re del bianco · c5 cavallo del bianco · h5 donna del nero · a4 donna del bianco · b4 cavallo del bianco · d4 re del nero · a2 pedone del bianco · d2 alfiere del nero · e2 torre del bianco · f2 cavallo del nero · c1 torre del bianco | a8 alfiere del nero · a7 alfiere del bianco · b7 alfiere del bianco · e6 pedone del nero · a5 re del bianco · c5 cavallo del bianco · h5 donna del nero · a4 donna del bianco · b4 cavallo del bianco · d4 re del nero · a2 pedone del bianco · d2 alfiere del nero · e2 torre del bianco · f2 cavallo del nero · c1 torre del bianco | 4 |
| 3 | a8 alfiere del nero · a7 alfiere del bianco · b7 alfiere del bianco · e6 pedone del nero · a5 re del bianco · c5 cavallo del bianco · h5 donna del nero · a4 donna del bianco · b4 cavallo del bianco · d4 re del nero · a2 pedone del bianco · d2 alfiere del nero · e2 torre del bianco · f2 cavallo del nero · c1 torre del bianco | a8 alfiere del nero · a7 alfiere del bianco · b7 alfiere del bianco · e6 pedone del nero · a5 re del bianco · c5 cavallo del bianco · h5 donna del nero · a4 donna del bianco · b4 cavallo del bianco · d4 re del nero · a2 pedone del bianco · d2 alfiere del nero · e2 torre del bianco · f2 cavallo del nero · c1 torre del bianco | a8 alfiere del nero · a7 alfiere del bianco · b7 alfiere del bianco · e6 pedone del nero · a5 re del bianco · c5 cavallo del bianco · h5 donna del nero · a4 donna del bianco · b4 cavallo del bianco · d4 re del nero · a2 pedone del bianco · d2 alfiere del nero · e2 torre del bianco · f2 cavallo del nero · c1 torre del bianco | a8 alfiere del nero · a7 alfiere del bianco · b7 alfiere del bianco · e6 pedone del nero · a5 re del bianco · c5 cavallo del bianco · h5 donna del nero · a4 donna del bianco · b4 cavallo del bianco · d4 re del nero · a2 pedone del bianco · d2 alfiere del nero · e2 torre del bianco · f2 cavallo del nero · c1 torre del bianco | a8 alfiere del nero · a7 alfiere del bianco · b7 alfiere del bianco · e6 pedone del nero · a5 re del bianco · c5 cavallo del bianco · h5 donna del nero · a4 donna del bianco · b4 cavallo del bianco · d4 re del nero · a2 pedone del bianco · d2 alfiere del nero · e2 torre del bianco · f2 cavallo del nero · c1 torre del bianco | a8 alfiere del nero · a7 alfiere del bianco · b7 alfiere del bianco · e6 pedone del nero · a5 re del bianco · c5 cavallo del bianco · h5 donna del nero · a4 donna del bianco · b4 cavallo del bianco · d4 re del nero · a2 pedone del bianco · d2 alfiere del nero · e2 torre del bianco · f2 cavallo del nero · c1 torre del bianco | a8 alfiere del nero · a7 alfiere del bianco · b7 alfiere del bianco · e6 pedone del nero · a5 re del bianco · c5 cavallo del bianco · h5 donna del nero · a4 donna del bianco · b4 cavallo del bianco · d4 re del nero · a2 pedone del bianco · d2 alfiere del nero · e2 torre del bianco · f2 cavallo del nero · c1 torre del bianco | a8 alfiere del nero · a7 alfiere del bianco · b7 alfiere del bianco · e6 pedone del nero · a5 re del bianco · c5 cavallo del bianco · h5 donna del nero · a4 donna del bianco · b4 cavallo del bianco · d4 re del nero · a2 pedone del bianco · d2 alfiere del nero · e2 torre del bianco · f2 cavallo del nero · c1 torre del bianco | 3 |
| 2 | a8 alfiere del nero · a7 alfiere del bianco · b7 alfiere del bianco · e6 pedone del nero · a5 re del bianco · c5 cavallo del bianco · h5 donna del nero · a4 donna del bianco · b4 cavallo del bianco · d4 re del nero · a2 pedone del bianco · d2 alfiere del nero · e2 torre del bianco · f2 cavallo del nero · c1 torre del bianco | a8 alfiere del nero · a7 alfiere del bianco · b7 alfiere del bianco · e6 pedone del nero · a5 re del bianco · c5 cavallo del bianco · h5 donna del nero · a4 donna del bianco · b4 cavallo del bianco · d4 re del nero · a2 pedone del bianco · d2 alfiere del nero · e2 torre del bianco · f2 cavallo del nero · c1 torre del bianco | a8 alfiere del nero · a7 alfiere del bianco · b7 alfiere del bianco · e6 pedone del nero · a5 re del bianco · c5 cavallo del bianco · h5 donna del nero · a4 donna del bianco · b4 cavallo del bianco · d4 re del nero · a2 pedone del bianco · d2 alfiere del nero · e2 torre del bianco · f2 cavallo del nero · c1 torre del bianco | a8 alfiere del nero · a7 alfiere del bianco · b7 alfiere del bianco · e6 pedone del nero · a5 re del bianco · c5 cavallo del bianco · h5 donna del nero · a4 donna del bianco · b4 cavallo del bianco · d4 re del nero · a2 pedone del bianco · d2 alfiere del nero · e2 torre del bianco · f2 cavallo del nero · c1 torre del bianco | a8 alfiere del nero · a7 alfiere del bianco · b7 alfiere del bianco · e6 pedone del nero · a5 re del bianco · c5 cavallo del bianco · h5 donna del nero · a4 donna del bianco · b4 cavallo del bianco · d4 re del nero · a2 pedone del bianco · d2 alfiere del nero · e2 torre del bianco · f2 cavallo del nero · c1 torre del bianco | a8 alfiere del nero · a7 alfiere del bianco · b7 alfiere del bianco · e6 pedone del nero · a5 re del bianco · c5 cavallo del bianco · h5 donna del nero · a4 donna del bianco · b4 cavallo del bianco · d4 re del nero · a2 pedone del bianco · d2 alfiere del nero · e2 torre del bianco · f2 cavallo del nero · c1 torre del bianco | a8 alfiere del nero · a7 alfiere del bianco · b7 alfiere del bianco · e6 pedone del nero · a5 re del bianco · c5 cavallo del bianco · h5 donna del nero · a4 donna del bianco · b4 cavallo del bianco · d4 re del nero · a2 pedone del bianco · d2 alfiere del nero · e2 torre del bianco · f2 cavallo del nero · c1 torre del bianco | a8 alfiere del nero · a7 alfiere del bianco · b7 alfiere del bianco · e6 pedone del nero · a5 re del bianco · c5 cavallo del bianco · h5 donna del nero · a4 donna del bianco · b4 cavallo del bianco · d4 re del nero · a2 pedone del bianco · d2 alfiere del nero · e2 torre del bianco · f2 cavallo del nero · c1 torre del bianco | 2 |
| 1 | a8 alfiere del nero · a7 alfiere del bianco · b7 alfiere del bianco · e6 pedone del nero · a5 re del bianco · c5 cavallo del bianco · h5 donna del nero · a4 donna del bianco · b4 cavallo del bianco · d4 re del nero · a2 pedone del bianco · d2 alfiere del nero · e2 torre del bianco · f2 cavallo del nero · c1 torre del bianco | a8 alfiere del nero · a7 alfiere del bianco · b7 alfiere del bianco · e6 pedone del nero · a5 re del bianco · c5 cavallo del bianco · h5 donna del nero · a4 donna del bianco · b4 cavallo del bianco · d4 re del nero · a2 pedone del bianco · d2 alfiere del nero · e2 torre del bianco · f2 cavallo del nero · c1 torre del bianco | a8 alfiere del nero · a7 alfiere del bianco · b7 alfiere del bianco · e6 pedone del nero · a5 re del bianco · c5 cavallo del bianco · h5 donna del nero · a4 donna del bianco · b4 cavallo del bianco · d4 re del nero · a2 pedone del bianco · d2 alfiere del nero · e2 torre del bianco · f2 cavallo del nero · c1 torre del bianco | a8 alfiere del nero · a7 alfiere del bianco · b7 alfiere del bianco · e6 pedone del nero · a5 re del bianco · c5 cavallo del bianco · h5 donna del nero · a4 donna del bianco · b4 cavallo del bianco · d4 re del nero · a2 pedone del bianco · d2 alfiere del nero · e2 torre del bianco · f2 cavallo del nero · c1 torre del bianco | a8 alfiere del nero · a7 alfiere del bianco · b7 alfiere del bianco · e6 pedone del nero · a5 re del bianco · c5 cavallo del bianco · h5 donna del nero · a4 donna del bianco · b4 cavallo del bianco · d4 re del nero · a2 pedone del bianco · d2 alfiere del nero · e2 torre del bianco · f2 cavallo del nero · c1 torre del bianco | a8 alfiere del nero · a7 alfiere del bianco · b7 alfiere del bianco · e6 pedone del nero · a5 re del bianco · c5 cavallo del bianco · h5 donna del nero · a4 donna del bianco · b4 cavallo del bianco · d4 re del nero · a2 pedone del bianco · d2 alfiere del nero · e2 torre del bianco · f2 cavallo del nero · c1 torre del bianco | a8 alfiere del nero · a7 alfiere del bianco · b7 alfiere del bianco · e6 pedone del nero · a5 re del bianco · c5 cavallo del bianco · h5 donna del nero · a4 donna del bianco · b4 cavallo del bianco · d4 re del nero · a2 pedone del bianco · d2 alfiere del nero · e2 torre del bianco · f2 cavallo del nero · c1 torre del bianco | a8 alfiere del nero · a7 alfiere del bianco · b7 alfiere del bianco · e6 pedone del nero · a5 re del bianco · c5 cavallo del bianco · h5 donna del nero · a4 donna del bianco · b4 cavallo del bianco · d4 re del nero · a2 pedone del bianco · d2 alfiere del nero · e2 torre del bianco · f2 cavallo del nero · c1 torre del bianco | 1 |
|   | a | b | c | d | e | f | g | h |   |

Soluzione:
Chiave: 1. Rb5!
1. ...Dxc5+ 2. Axc5#
1. ...Dd5 2. Cc6#
1. ...De8+ 2. Cd7#